# CAM-фотосинтез
CAM-фотоси́нтез (англ. crassulacean acid metabolism (CAM), «кисло́тный метаболи́зм толстя́нковых» или «метаболи́зм углеро́да по ти́пу толстя́нковых») — метаболический путь связывания углерода, позволяющий растению фиксировать и запасать углекислый газ в форме четырёхуглеродной кислоты в течение ночи, а затем использовать его для синтеза трёхуглеродного сахара в течение дня. В то время как большинство растений поглощают CO2 в течение светового дня, в ходе полного цикла CAM-фотосинтеза днём устьица растения остаются закрытыми, чтобы уменьшить транспирацию, но открываются ночью, позволяя углекислому газу диффундировать в клетки листа. Здесь CO2 реагирует с фосфоенолпируватом (ФЕП) под действием фермента ФЕП-карбоксилаза и связывается в форме четырёхуглеродной кислоты оксалоацетата. Образовавшийся в результате реакции оксалоацетат превращается в малат, который накапливается в вакуолях в течение ночи, что придаёт листьям растения характерный кислый вкус. Днём малат выходит из вакуоли и распадается, а выделившийся CO2 поступает в восстановительный пентозофосфатный цикл. Высвобождаемый CO2 концентрируется вокруг рибулозобисфосфаткарбоксилазы, повышая эффективность работы фермента и подавляя фотодыхание. Данный механизм кислотного обмена впервые был описан у растений семейства толстянковые.
Преимущество механизма CAM-фотосинтеза состоит в том, что растение может держать свои устьица закрытыми в жаркие дневные часы, существенно снижая потери воды через транспирацию, и запасать углекислый газ ночью при значительно более выгодной температуре и влажности. Именно поэтому данный метаболический путь возник как адаптация к засушливым условиям у многих растений-ксерофитов и к недостатку воды — у тропических эпифитов. Кроме того, CAM-фотосинтез характерен для целого ряда погружённых водных или полуводных растений, обитающих в пресной воде. Для данной группы преимущество CAM заключается в адаптации к низкому содержанию CO2 в окружающей среде, а поглощение CO2 в ночное время позволяет избежать конкуренции с активно вегетирующими C3-растениями и водорослями, которые в дневное время суток способны существенно снижать концентрацию доступного углекислого газа.
По своей биохимии и общей схеме кислотный метаболизм толстянковых очень похож на классический C4-фотосинтез: фактически оба пути используют одни и те же ферменты. Главное отличие САМ-фотосинтеза заключается в том, что первичное связывание CO2 и его последующее высвобождение здесь разделены во времени, а не в пространстве, как в C4-фотосинтезе (клетки мезофилла и клетки обкладки пучка).

## История открытия
Первые упоминания о необычном метаболизме толстянковых можно отнести ко временам Древнего Рима, уже тогда люди заметили, что некоторые домашние растения в утренние часы имеют кислый вкус. Британский ботаник и основоположник анатомии растений Неемия Грю отметил кислый вкус алоэ в своей книге «Философская история растений», опубликованной в 1682 году. В период около 1804 года швейцарский химик Теодор де Соссюр поместил стебли кактуса опунция в атмосферу с повышенным содержанием CO2 (7 %) в отсутствие света, после чего наблюдал поглощение как O2, так и CO2. Результат оказался обескураживающим, поскольку другие исследованные им растения (с С3-фотосинтезом) в подобных условиях поглощали только кислород. Немецкий естествоиспытатель Бенджамин Хейн описал свой опыт жевания листьев растения Bryophyllum calycinum, которое произрастало в подответственном ему саду в Индии. По его словам, в целом листья имели «травянистый вкус», но ранним утром становились «кислыми как щавель, если не кислее». Примерно к полудню листья становились «безвкусными», а к вечеру «почти горьковатыми». Хейн нашёл свои наблюдения столь любопытными, что после возвращения в Англию в 1813 году изложил их в письме Лондонскому Линнеевскому обществу.
Попытки исследовать необычные растения с кислыми листьями предпринимались ещё с начала XIX века, однако они, как правило, сводились к выявлению соотношений кислоты и крахмала в исследуемых зелёных тканях и наблюдениями за поглощением углекислого газа и кислорода. После Второй мировой войны появилось множество доступных количественных и хроматографических методов определения углеводов, а за предыдущие 50 лет накопилось существенное количество знаний о метаболизме, биохимии и энзимологии, и была создана первая теоретическая модель С3-фотосинтеза. Используя новые методы, канадско-американский биохимик Хьюберт Викери и его коллеги провели наиболее точный качественный и количественный анализ CAM-фотосинтеза. Выяснилось, что в ночное время от 25 % до 30 % сухой массы растения участвовало в образовании кислоты. В своих работах (1936—1947) они продемонстрировали, что для САМ-растений характерен жёсткий внутренний режим; например, даже в постоянной темноте САМ-растения синтезировали крахмал только днём.
Работавший в то же время уэльский ботаник Мейрион Томас и группа его студентов провели всесторонний анализ соотношения выделяемого CAM-растениями углекислого газа к поглощаемому кислороду. Основываясь на открытой ранее гетеротрофной фиксации CO2 по пути Вуда — Льюнгдаля, Мейрион и его студенты предположили, что нечто подобное могло бы объяснить ночное поглощение CO2 в ходе кислотного метаболизма толстянковых. Вдохновлённые своим наставником многие студенты Томаса продолжили заниматься биохимией растений; так, например, в 1956 году Дэвид Уокер, исследуя растение с CAM-фотосинтезом, постулировал ФЕП-карбоксилазу как фермент, ответственный за первичную фиксацию CO2 в CAM и С4-фотосинтезе.
Именно Томас впервые использовал термин Crassulacean acid metabolism в докладе для Сообщества экспериментальной биологии в январе 1947 года, а позже и в четвёртом издании своего учебника «Физиология растений». Впоследствии термин преобразовался в акроним CAM, который получил широкое распространение.
Расшифровка биохимии С4-фотосинтеза дала серьёзный толчок исследованиям кислотного метаболизма. Уже в 1970 году на международном собрании в Канберре, когда Хэтч и Слэк представили детальную схему С4-фотосинтеза, стала очевидной схожесть этих двух путей и стоящих за ними механизмов. Идея получила широкое признание особенно после того, как год спустя ботаник Мак Лаетч остроумно окрестил новый C4-путь «CAM с кранц-анатомией». Практически сразу ферменты, участвующие в С4-пути, были обнаружены и у САМ-растений, в том числе и три ключевые декарбоксилазы; стали понятны принципы их регуляции. Совмещение инфракрасного газового анализатора и измерения диффузионного сопротивления позволило измерить проводимость устьиц и понять их роль в контроле поглощения CO2 и воды. Ритм открывания и закрытия устьиц хорошо совпадал с кривой поглощения CO2. В 1979 году Биллу Кокберну и коллегам удалось измерить концентрацию CO2 в листьях растений с CAM-фотосинтезом: в дневное время при закрытых устьицах декарбоксилирование малата приводило к увеличению CO2 с 0,2 % до 2,5 %. Стало очевидно, что такой механизм концентрации CO2 может очень эффективно подавлять фотодыхание. Окончательное понимание метаболического пути по типу толстянковых в его современном виде сложилось только к 1980 году в результате почти двенадцати лет усиленной работы более сорока учёных из нескольких научных коллективов.

## Морфология

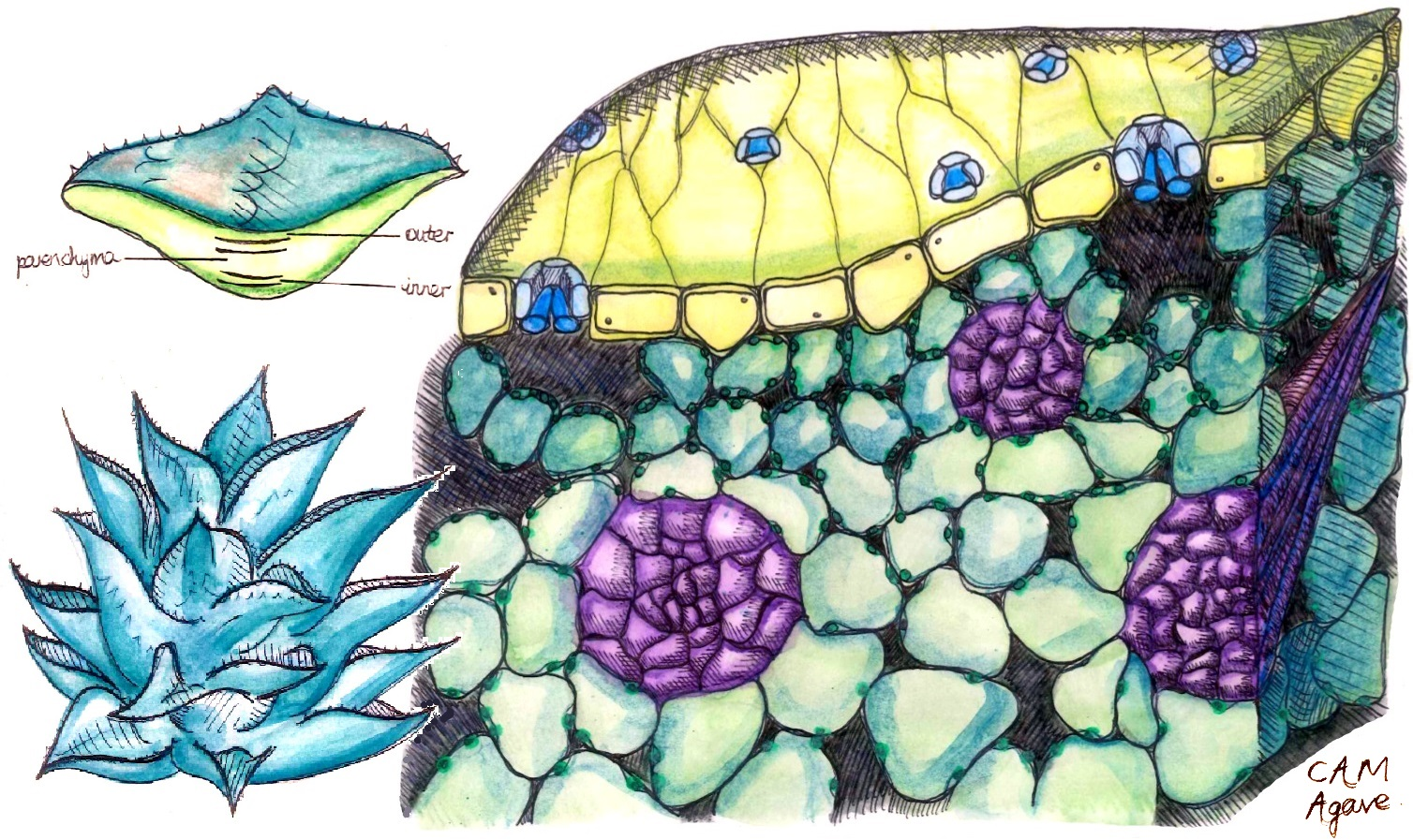
Поперечный срез листа агавы, типичного CAM-растения. Синим показаны устьица на поверхности листа, фиолетовым — проводящие пучки в толще клеток мезофилла с большими вакуолями

С морфологической точки зрения CAM-растения крайне разнообразны, а их внешний вид и анатомическое строение нельзя свести к одному или нескольким морфотипам. Единственная черта строения, характерная для всех CAM-растений, — это более или менее сильно выраженная суккулентность, то есть наличие водозапасающих тканей. Причём главную роль здесь играет не столько строение органов, сколько специфика самих клеточных структур, а именно наличие объёмных крупных вакуолей в клетках, содержащих хлоропласты: «сочность на уровне клетки». Вакуоли могут составлять до 98 % клеточного объёма. Их наличие необходимо для запасания CO2 в течение ночи в форме малата и его последующего высвобождения днём для фиксации в пентозофосфатном цикле. В целом для них характерно наличие крупных, плотно пригнанных друг к другу клеток с маленьким воздушным пространством между ними, что позволяет ограничить диффузию углекислого газа в течение дня. В остальном анатомическое строение листьев и стеблей у САМ-растений очень разнообразно.
САМ-растения крайне отличаются по своему внешнему виду и строению. Простые суккуленты листового типа, такие как виды каланхоэ, почти полностью состоят из одинаковых больших сферических клеток. У других листовых суккулентов с САМ-фотосинтезом есть нефотосинтезирующая водозапасающая ткань, которая может располагаться под кожицей, на периферии или в центре мезофилла. Для стеблевых суккулентов характерна осевая водозапасающая ткань в центре утолщённого стебля. К САМ-растениям относятся и многие эпифиты, как правило, из бромелиевых либо орхидных, хотя некоторые принадлежат к другим таксонам. Кроме душителей и вьющихся растений к этой группе относятся бесшипные кактусы-эпифиты, для некоторых из них даже характерна лианоподобная жизненная форма. CAM-растения часто формируют плотную листовую розетку, некоторые со специальными образованиями, такими как фитотельмы бромелиевых. Формирование розеток характерно и для некоторых погружённых растений, обитающих в пресной воде. Таким образом, САМ-растения принимают множество жизненных форм, каждая из которых обеспечивает свои потенциальные адаптивные преимущества, но нет ни одной отдельно взятой формы, которая бы специфически подходила для САМ-фотосинтеза.
Для многих наземных растений с CAM-фотосинтезом, обитающих в засушливых условиях, характерны признаки ксерофитов, такие как: толстые редуцированные листья с маленьким отношением площади поверхности к объёму, толстая кутикула, глубоко погружённые устьица.

## Биохимия
КАα-карбоксиангидраза
ЦКцикл Кальвина
ФЕПфосфоенолпируват
ФЕПКфосфоенолпируваткарбоксилаза
ФЕПККфосфоенолпируваткарбоксикиназа
МДГмалатдегидрогеназа
МЭДекарбоксилирующая малатдегидрогеназа = малик энзим
ПФДКпируватфосфатдикиназа

### Темновая фаза
В классическом процессе CAM-фотосинтеза растение открывает устьица только ночью, когда воздух относительно прохладный и влажный, что позволяет избежать потерь воды во время дневной жары. Первая реакция пути эквивалентна таковой у C4-растений; поступивший в лист CO2 взаимодействует с фосфоенолпируватом под действием фермента ФЕП-карбоксилазы с образованием четырёхуглеродной кислоты — оксалоацетата.
В отличие от рибулозобисфосфаткарбоксилазы или Рубиско, которая связывает углерод в форме CO2, ФЕП-карбоксилаза фиксирует углекислый газ в форме гидрокарбонат-иона HCO3−. Поскольку в качестве субстрата используется заряженная молекула, то полностью исключается побочная реакция с незаряженной молекулой наподобие O2, которая к тому же отличается от гидрокарбоната по пространственному строению. Образование HCO3− из CO2 происходит с участием цинк-содержащего фермента карбоангидразы, который расположен в цитозоле клеток и ускоряет установление равновесия между двумя формами углекислоты.
Необходимый для первой реакции ФЕП у многих САМ-растений синтезируется ночью из крахмала в хлоропластах, но у многих растений источником углерода могут служить другие растворимые углеводы, такие как сахароза и фруктаны, запасённые в вакуоли. Постоянный приток ФЕП в цитоплазму крайне важен для осуществления стабильного САМ-фотосинтеза, и его количество является лимитирующим фактором всего процесса в целом. Некоторые растения могут расходовать от 25 % до 30 % своей сухой массы на синтез этого метаболита в ночное время.
В отличие от С3-растений, у которых распад крахмала в хлоропластах идёт по гидролитическому пути с образованием мальтозы и глюкозы, которые экспортируются в цитоплазму, у CAM-растений преобладает фосфолитический путь распада крахмала с образованием глюкозо-6-фосфата, который через особые транспортёры переносится в цитоплазму в обмен на фосфат. Такой биохимический путь более выгоден, так как гликолиз глюкозо-6-фосфата до ФЕП в цитоплазме приводит к образованию АТФ, который в дальнейшем используется для транспорта малата в вакуоли. Кроме того, глюкозо-6-фосфат играет аллостерическую роль, активируя ФЕП-карбоксилазу. У С3-растений также есть фермент для фосфолитического распада крахмала, однако у них глюкозо-6-фосфат не покидает хлоропласт и используется для его внутренних нужд. Глюкозо-6-фосфатный транспортёр у С3-растений обычно экспрессируется только в не фотосинтезирующих тканях.
Образовавшийся в ходе первичной фиксации CO2 оксалоацетат восстанавливается до малата цитозольной НАДН-зависимой малатдегидрогеназой (МДГ). НАДН, необходимый для этой реакции, образуется в результате окисления триозофосфатов по пути гликолиза. Полученный малат транспортируется в вакуоль по малатному каналу. Транспорт малата против градиента концентрации происходит благодаря трансмембранной протонной силе, которая возникает благодаря работе одной или обеих вакуолярных помп: H+-АТФазы V-типа и H+-пирофосфатазы V-типа, доставляющих противоионы к аниону малата. К утру pH вакуолярного содержимого может снижаться до 3. Поскольку значение pH содержимого вакуолей падает со временем, малат ночью находиться в основном в протонированной форме яблочной кислоты. По сравнению с анионом малат2- она лучше проникает через мембрану вакуоли, поэтому растущая концентрация H+ ограничивает способность вакуолей запасать малат. Повышение содержания малата в цитоплазме ингибирует ФЕП-карбоксилазу. Эта отрицательная обратная связь, в конце концов, лимитирует фиксацию CO2 при удлинении темнового периода.
Поскольку CAM-фотосинтез происходит при закрытых устьицах, потребление воды на ассимиляцию CO2 составляет лишь 5—10 % от того количества, которое расходуют на этот процесс С3-растения. Так как ёмкость вакуолей, используемая для хранения малата, ограничена, прирост биомассы CAM-растений обычно очень низок. Поэтому растения, которые используют исключительно CAM-метаболизм, имеют очень медленный темп роста.

#### Запасание цитрата и изоцитрата
У некоторых САМ-растений наблюдаются значительный ночной синтез и накопление в вакуоли цитрата. Другим основным вакуолярным анионом, обнаруженным в некоторых САМ-растениях, является изоцитрат, но он в основном участвует в уравновешивании заряда неорганических катионов и не проявляет значительных колебаний концентрации в течение CAM-цикла.
Накопление цитрата в ночное время не связано с фиксацией СО2, поскольку синтез ацетил-КоА для реакции цитратсинтазы посредством окислительного декарбоксилирования пирувата идёт с высвобождением СО2. По всей видимости, ночное накопление цитрата необходимо для ремобилизации метаболизма в дневное время. Днём цитрат необходим для превращения в α-кетоглутарат, чтобы обеспечить углеродные скелеты для светозависимой ассимиляции азота и синтеза аминокислот. Ночное накопление цитрата в вакуоли в целом характерно для всех растений, так как в дневное время цикл трикарбоновых кислот значительно подавлен, что ограничивает доступность цитрата.
Недавнее исследование эпифита Tillandsia pohliana показало, что это растение накапливает почти эквимолярные концентрации малата и цитрата. Было высказано предположение, что поскольку малатдегидрогеназа ингибируется оксалоацетатом, ночной синтез и запасание цитрата могут быть способом избежать чрезмерного его накопления. Кроме того, при синтезе цитрата образуется НАДН, который ночью может потребляться МДГ и другими ферментами. Те же авторы обнаружили, что нитратредуктаза, потребляющая значительные количества НАД(Ф)H, у этого вида в основном активна ночью.

### Световая фаза
После рассвета, с наступлением дневной жары САМ-растения закрывают устьица, чтобы избежать потерь влаги. Запасённый в течение ночи малат и связанные с ним два протона днём не совсем понятным образом экспортируется из вакуоли по малатному каналу. В результате в течение дня значение рН в вакуоли вновь увеличивается, достигая значений 7,5-8,0.
У CAM-растений, как и у С4-растений, CO2 может высвобождаться различными путями и под действием различных ферментов. В зависимости от главного декарбоксилирующего фермента выделяют три биохимических типа:
- У растений с НАД-малик-энзимом (Crassulaceae)[20] малат декарбоксилиуется с образованием пирувата и одного НАДН. Предположительно, у САМ-растений этот белок локализуется в митохондриях[26];
- У растений с НАДФ-малик-энзимом (Cactaceae, Agavaceae)[20] малат также декарбоксилиуется с образованием пирувата и одного восстановительного эквивалента НАДФН. У исследованных САМ-растений изоформа данного фермента локализуется в цитоплазме, в отличие от С4-растений, у которых изоформа этого белка обнаруживается в хлоропластах. Это, однако, не исключает существования у других САМ-растений хлоропластной формы НАДФ-малик-энзима[27];
- Для растений с ФЕП-карбоксикиназой (Aclepiadaceae, Bromeliaceae, Liliaceae)[20] этот белок служит основным, но не единственным декарбоксилирующим ферментом: в качестве дополнительной активности у них присутствует НАД-малик-энзим. Большая часть высвобождаемого CO2 выделяется за счёт ФЕП-карбоксикиназы. В этом пути, вышедший из вакуоли малат окисляется до оксалоацетата малатдегидрогеназой (МДГ) с образованием одной молекулы НАДН. Образовавшийся оксалоацетат становится субстратом для ФЕП-карбоксикиназы, которая превращает его в ФЕП с затратой одного АТФ и выделением CO2. Предположительно, у САМ-растений этот белок локализуется в основном в цитоплазме, и, возможно, в хлоропластах[26].

CO2, высвобождаемый в результате вышеуказанных реакций, связывается Рубиско и направляется в цикл Кальвина. Повторная фиксация CO2 ФЕП-карбоксилазой вместо Рубиско предотвращается, поскольку ФЕП-карбоксилаза на свету дефосфорилируется и переходит в неактивную форму, что позволяет избежать конкуренции двух карбоксилаз. Пируват, образующийся в ходе реакции декарбоксилирования, катализируемой малик-энзимом, превращается в ФЕП под действием расположенного в хлоропластах фермента пируватортофосфатдикиназы. Для этой высокоэнергетической реакции требуются одна молекула АТФ и один неорганический фосфат. Образовавшийся после декарбоксилирования малата ФЕП через глюконеогенез превращается в 3-фосфоглицерат и переносится в хлоропласты, где используется для регенерации потраченных за ночь крахмала, сахарозы или фруктанов. Лишь небольшой избыток триозофосфатов, образовавшийся в результате фиксации CO2 в цикле Кальвина, расходуется на рост и является «чистой прибылью» CAM-фотосинтеза.

### Регуляция
Целый ряд биохимических и физиологических процессов CAM-растений демонстрирует циркадную ритмичность. В постоянных условиях освещения (в постоянной темноте соответственно тоже) ритмичность многих процессов сохраняется, что является показателем её эндогенной природы. Переход от С3 к CAM привёл к изменению паттернов экспрессии целого ряда генов, в том числе генов биологических часов, генов Е3-убиквитин лигаз, вовлечённых в сигнальный путь абсцизовой кислоты, и генов световой чувствительности, таких как фитохром B. Исследования ананаса показали, что суточный ритм экспрессии многих его генов появился в результате эволюции промотора, приурочившего время их экспрессии к вечернему. В результате такой эволюции целый ряд генов CAM-растений демонстрирует чётко выраженную циркадную активность, в том числе гены белков, ответственных за распад и синтез крахмала, α и β субъединицы растительного НАД-зависимого малик-энзима, белок-транспортёр глюкозо-6-фосфата хлоропластов, дикарбоксилатных транспортёров вакуоли и многие другие.
Ключевой фермент CAM-фотосинтеза ФЕП-карбоксилаза обратимо активируется и деактивируется киназой ФЕП-карбоксилазы, что помогает предотвратить повторную фиксацию освобождённого на свету CO2. Ночью киназа ФЕП-карбоксилазы фосфорилирует ФЕП-карбоксилазу по остатку серина, в результате чего десятикратно повышает её устойчивость к аллостерическому ингибированию малатом. Кроме того, активная фосфорилированная форма намного чувствительнее к действию аллостерических активаторов — глюкозо-6-фосфату и ФЕП. Днём ФЕП-карбоксилаза переходит в неактивную дефосфорилированную форму, которая практически полностью ингибируется малатом и аспартатом. Таким образом, активность ФЕП-карбоксилазы ограничивается фазой I, ранней фазой II и поздней фазой IV.
Киназа ФЕП-карбоксилазы подлежит строгому контролю со стороны биологических часов и обнаруживает циркадную ритмичность. Этот белок быстро распадается, поэтому его количество в клетке определяется интенсивностью транскрипции гена. Экспрессия достигает пика к середине ночи, а затем снижается до минимального уровня в течение дня. У С3 и С4-растений киназа ФЕП-карбоксилазы, по-видимому, активируется светом, в то время как у САМ-растений этот фермент подчиняется суточным ритмам и активен в ночное время. За дефосфорилирование ФЕП-карбоксилазы отвечает протеинфосфатаза 2А, которая постоянно активна в течение суток.

### Дискриминация изотопов
Удобный метод идентификации С4 и CAM-растений базируется на определении соотношения изотопов углерода 13С/12С. Метод основан на том, что растения во время фотосинтеза поглощают природные изотопы углерода в разных количествах (в атмосферном CO2 содержится 98,89 % 12С и 1,11 % 13С). В целом растения отдают предпочтение 12CO2, в меньшей степени поглощают 13CO2 и в ещё меньшей степени — 14CO2. Фракционирование 13CO2 более выражено при работе Рубиско, поскольку катализируемая этим ферментом реакция протекает медленнее, и более лёгкий изотоп 12CO2 фиксируется ферментом куда охотнее, чем медленно диффундирующий 13CO2. Более быстрая ФЕП-карбоксилаза не делает различия между изотопами, а поскольку у С4-растений Рубиско реализует практически весь предварительно зафиксированный ФЕП-карбоксилазой CO2, то процент 13С в С4-растении соответствует продукту ФЕП-карбоксилазной реакции, в то время как в С3-растении определяется по соотношению изотопов, характерному для Рубиско. Соответственно, С4-растения содержат относительно более высокий процент 13С. Соотношение 13С/12С определяется масс-спектрометрическими методами и выражается значением δ13С, которое представляет собой отклонение изотопного состава исследуемого образца (13С/12С)обр от изотопного состава стандарта (13С/12С)ст. Стандартом (PDB или Чикагским стандартом) служит соотношение изотопов в кальците окаменелости Belemnitella americana мелового периода; δ13С в исследуемом образце принято выражать в промилле следующим образом:
{\displaystyle \delta ^{13}C\ \lbrack {}^{0\!}\!/\!_{00}\rbrack ={\frac {{\frac {{}^{13}C}{{}^{12}C}}\ {\text{образец}}-{\frac {{}^{13}C}{{}^{12}C}}\ {\text{стандарт}}}{{\frac {{}^{13}C}{{}^{12}C}}\ {\text{стандарт}}}}\cdot 1000}
Чем более отрицательным получается значение δ13С, тем меньше содержание изотопа 13С. У С4-растений значение δ13С составляет около −14 ‰, у С3-растений — около −28 ‰. Изотопный состав САМ-растений, как правило, близок к составу С4-растений, однако он может изменяться в зависимости от условий внешней среды. Поскольку в условиях засухи усиливается темновая фиксация через ФЕП-карбоксилазу, δ13С CAM-растений станет ближе к таковому для С4-растений (от −17 до −9 ‰). При достаточном обеспечении водой δ13С CAM-растений не отличается от δ13С С3-видов и составляет от −32 до −20 ‰. Определение значения δ13С даёт возможность констатировать засуху в естественных местах произрастания САМ-растений. При прочих равных условиях выращивания наблюдается также зависимость относительно длительности светового дня: чем длиннее фотопериод, тем более длительное время активна Рубиско, а значит δ13С становится ближе по значению к δ13С С3-видов. Ксожалению, данный метод не работает для водных САМ-растений. Из-за особенностей водной среды более тяжёлый изотоп 13С слабее диффундирует в ней, поэтому для всех водных растений δ13С практически неотличимо для С3, С4 и CAM-видов.

## Суточный кислотный ритм

Четыре фазы метаболизма по типу толстянковых. Подробности смотрите в тексте

Учитывая сложный набор перекрывающихся явлений у САМ-растений, включая суточный (циркадный) кислотный ритм, присутствие двух карбоксилаз (ФЕП-карбоксилаза и Рубиско) и специфический ритм открытия и закрытия устьиц, для дидактических целей CAM-метаболизм подразделяют на четыре фазы:
Фаза I начинается ночью с открытия устьиц. В ходе этой фазы происходят первичное связывание СО2 ФЕП-карбоксилазой (ФЕПК) в виде малата и запасание его в вакуоли. В конце фазы I устьица закрываются. Фаза II происходит в ранние утренние часы, когда ФЕП-карбоксилаза становится неактивной, а Рубиско постепенно активируется. Воздействие света и низкие уровни цитозольного СО2 заставляют устьица оставаться открытыми. В этой фазе происходит дополнительная фиксация СО2, причём фиксация идёт двумя ферментами сразу. С наступлением жары и усиления инсоляции растение вступает в фазу III. Во время этой фазы устьица остаются закрытыми, а малат высвобождается из вакуолей и декарбоксилируется, образуя СО2 который ассимилируется Рубиско в цикле Кальвина. По мере декарбоксилирования малата концентрация СО2 возрастает, а малата падает. Фаза IV наступает в предзакатные часы, когда запасы малата уже исчерпаны. Устьица могут открыться, и CO2 фиксируется напрямую ещё активной Рубиско, поступая в цикл Кальвина.
Фаза II и фаза IV обеспечивают растение дополнительным СО2 за счёт кратковременного С3-фотосинтеза и ускоряют рост, однако эти фазы наблюдаются, только когда растение находится в благоприятных условиях с достаточным количеством влаги в почве. В условиях засухи в цикле преобладают фаза I и фаза III. Для CAM-метаболизма характерна крайняя пластичность, поэтому продолжительность и выраженность каждой фазы в цикле могут сильно варьироваться в зависимости от температуры, наличия воды и освещённости.

## Формы CAM-фотосинтеза
Традиционно CAM-фотосинтез подразделяется на облигатный или конститутивный CAM, осуществляемый зрелыми тканями растения в независимости от внешних условий, как часть онтогенетической программы, и факультативный или индуцируемый CAM, который запускается в ответ на неблагоприятные условия среды под воздействием определённых внешних стимулов и может обратимо переключаться на C3.
К растениям с облигатным CAM относят многих кактусовых, толстянковых (каланхоэ) и представителей родов клузия и агава.
Кроме того, CAM подразделяют по силе проявления: сильный САМ характеризуется высоким ночным связыванием CO2 в ходе суточного ритма (от 5 ммоль/м2·с). Хорошо выражены фаза I и III, которые считаются основными в цикле. Сильный САМ, как правило, ассоциируется с облигатным CAM. Слабый САМ может проявляться как факультативно, так и облигатно. Характерен для растений, у которых C3-фотосинтез служит основным путём связывания углерода. Темновая фиксация CO2 не превышает ~5 % от общей фиксации углерода в случае облигатного проявления. В случае факультативного проявления темновая фиксация CO2 не превышает ~5 % от общего связывания углерода хорошо политым растением в режиме С3-фотосинтеза.
Довольно часто ещё встречается термин C3-CAM растение. В широком смысле под ним понимают вид, который, несмотря на наличие САМ-фотосинтеза, в большей степени полагается на С3-фотосинтез для долгосрочного накопления углерода. При этом САМ может быть выражен облигатно или факультативно. В более узком смысле употребляется как синоним растения с факультативным CAM.
Следует однако понимать, что данная классификация является до определённой степени условной. Для многих облигатных CAM растений характерен онтогенетический переход. Молодые растения фиксируют углерод исключительно по С3-пути, поскольку их вакуоли ещё недостаточно большие, и переходят к CAM-фотосинтезу только с возрастом. Молодые особи Clusia rosea способны обратимо приключаться с С3 на CAM, в то время как взрослые растения переходят к облигатному CAM. Ряд видов из облигатной группы, такие как кактусы и каланхоэ, обладают определённой пластичностью и могут регулировать ночную фиксацию CO2 в зависимости от доступности воды.
По этой причине в современной научной среде ведутся бурные дебаты относительно строгости определений терминов «факультативный» и «облигатный», а также других связанных понятий. Довольно часто бывает трудно отличить слабый конститутивный CAM, который усиливается в ответ на стимул, от факультативного CAM. Согласно современным представлениям, CAM-фотосинтез является дополнительным метаболическим путём, независимо возникшим множество раз, который представлен большим континуумом форм и даёт видам значительную пластичность в приспособлении к условиям окружающей среды.

### Факультативный CAM (C3-CAM)
Растения с факультативным CAM или C3-CAM могут переключать с С3 на CAM в ответ на неблагоприятные условия среды. Возможность изменять физиологические параметры фотосинтеза обеспечивает таким видам невероятную адаптивную пластичность. Кроме того, довольно часто подобные виды демонстрируют переключение на другие типы САМ-фотосинтеза, такие как циклический CAM и даже CAM на холостом ходу, что ещё больше увеличивает их адаптивность. Главным критерием для факультативного CAM является обратимость при снятии неблагоприятных условий. Именно это отличает его от онтогенетически запрограммированного одностороннего С3-CAM перехода. Сигналами к индукции CAM-фотосинтеза могут служить влагообеспеченность, температурный режим, засоление, освещённость или фотопериод.
К настоящему времени факультативный САМ был описан по крайней мере для 104 видов из 27 родов и 15 семейств, многие из которых относятся к отряду гвоздичноцветные.
Великолепный пример разнообразия индуцируемого САМ являет собой род Clusia, многие представители которого используют тот или иной тип CAM-фотосинтеза, часто с возможностью обратимого переключения на C3. Например, противоположные листья Clusia minor в одном и том же узле могут осуществлять C3 или CAM-фотосинтез в зависимости от температуры и давления водяного пара, в которых находится каждый конкретный лист.
Впервые феномен факультативного CAM был открыт у однолетнего галофита Mesembryanthemum crystallinum немецкими исследователями Клаусом Винтером и Дитером фон Виллертом. Изначально считалось, что M. crystallinum является обычным С3-растением, но, как оказалось, CAM-фотосинтез в нём можно индуцировать обработкой раствора хлорида натрия. После снятия засоления растение вновь переходит на обычный С3-фотосинтиез. Ряд экспериментов убедительно показал, что переход на CAM не является полностью генетически запрограммированным и что при выращивании в благоприятных условиях M. crystallinum может завершить свой жизненный цикл, используя только С3-путь.

Растения с факультативным CAM-фотосинтезом
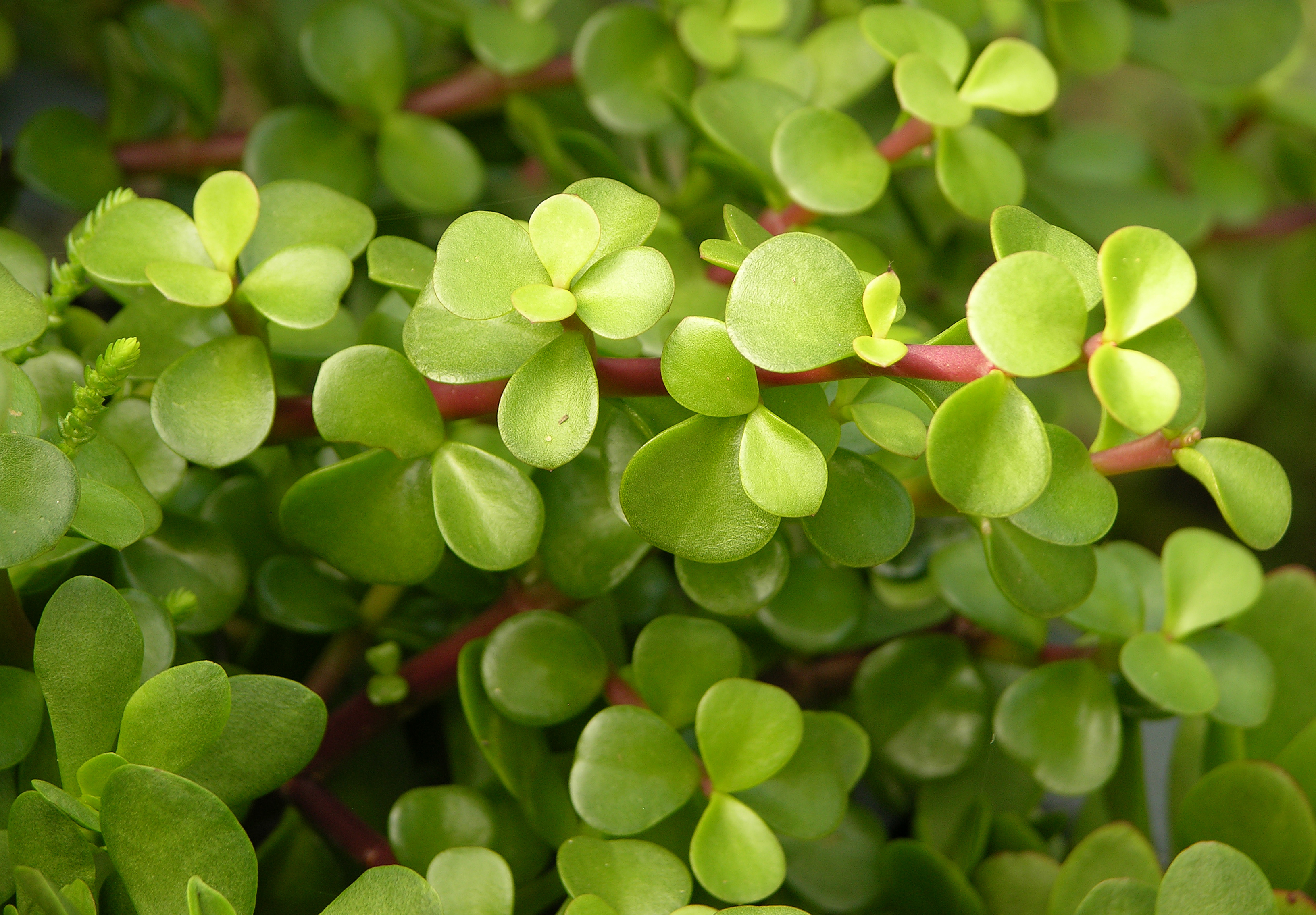
Portulacaria afra
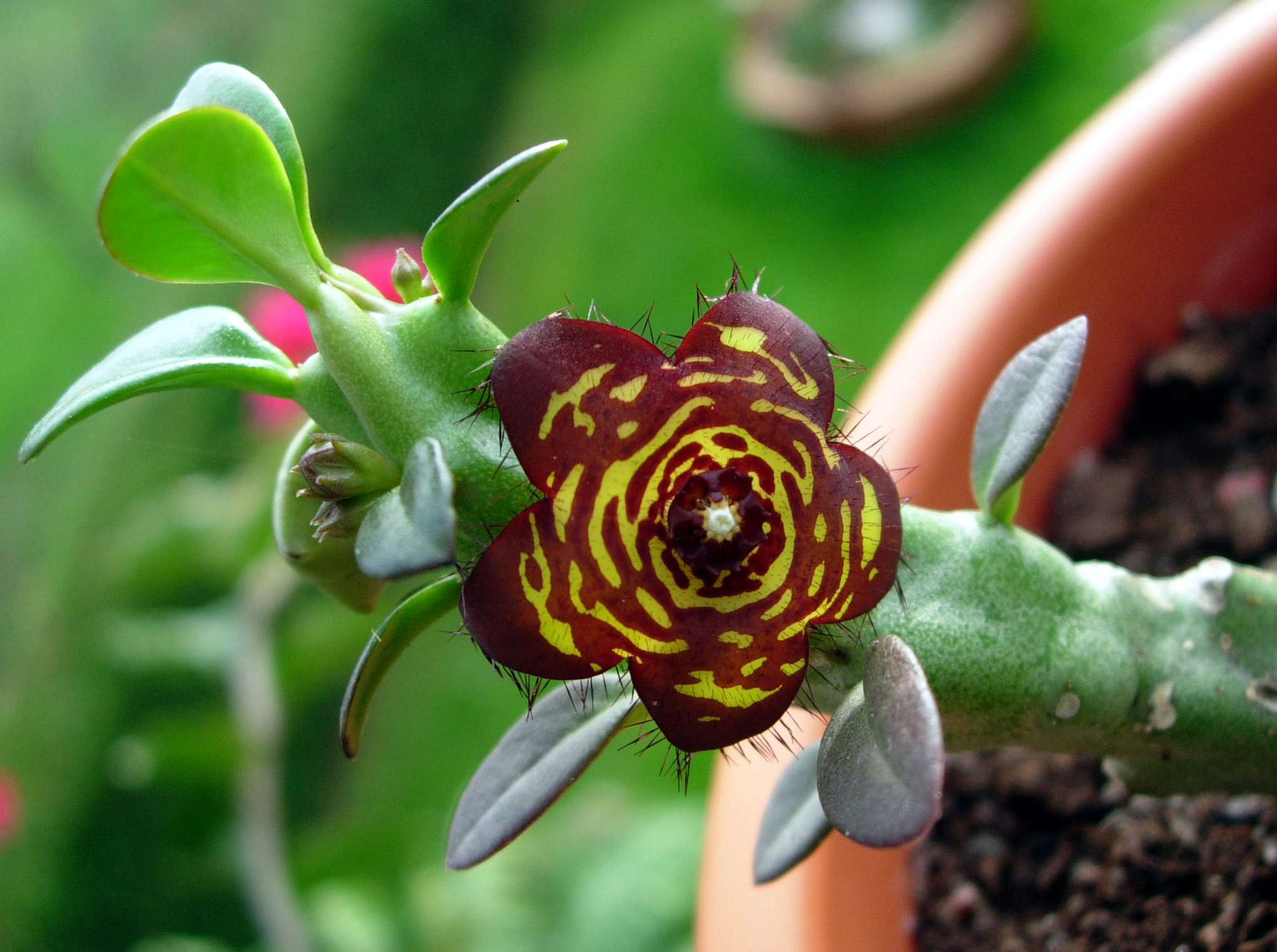
Boucerosia frerea
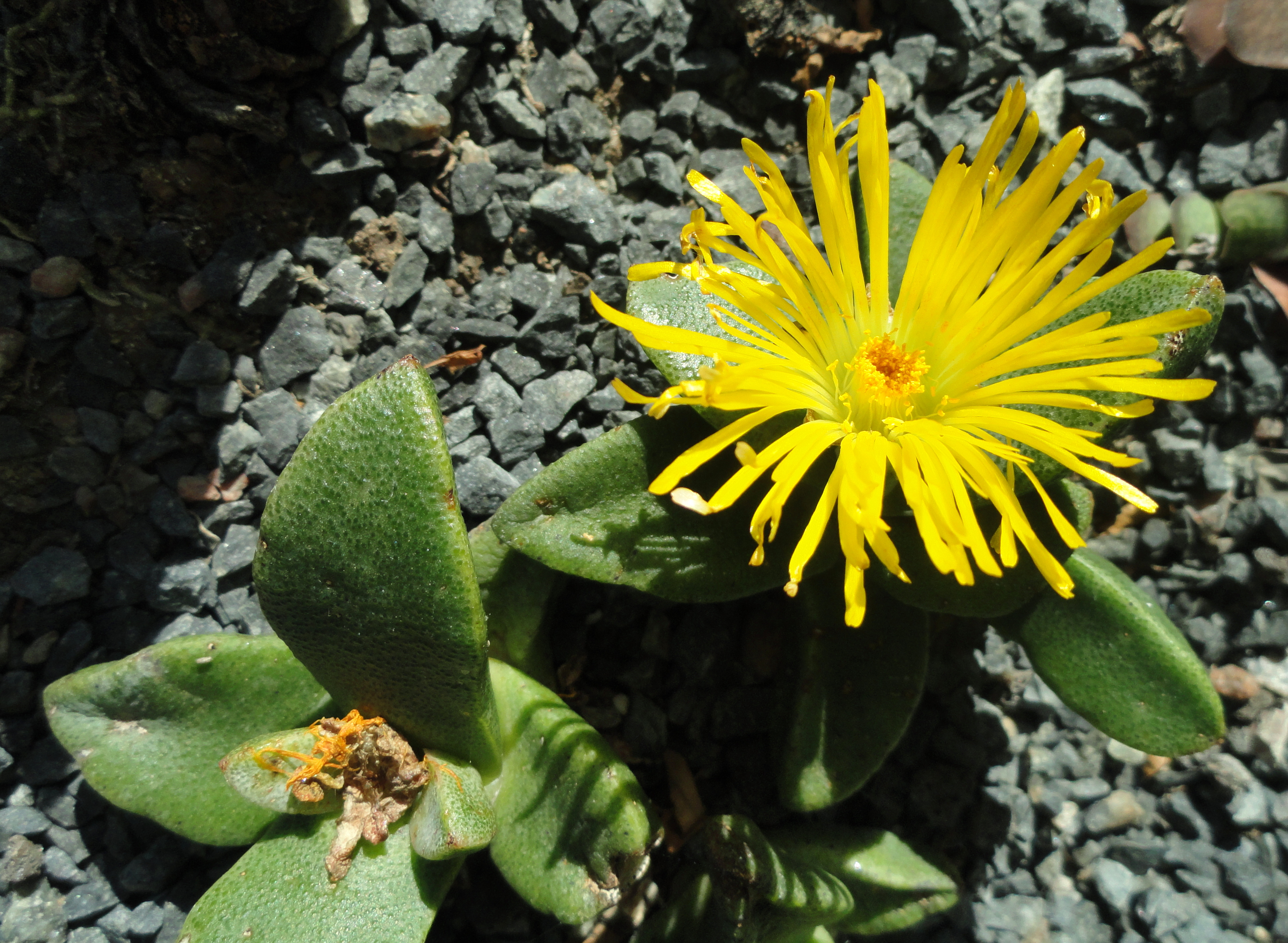
Pleiospilos compactus
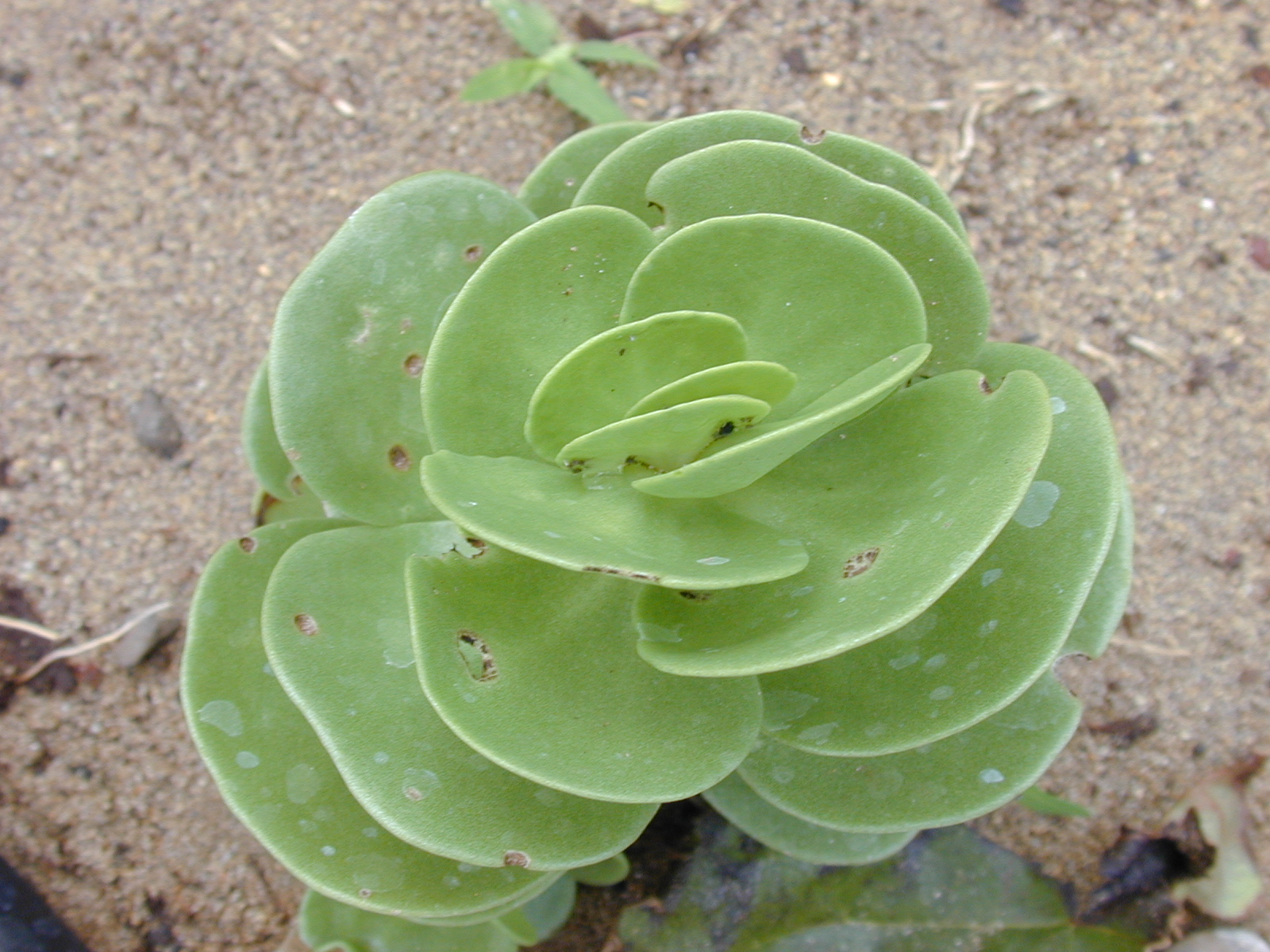
Portulaca molokiniensis
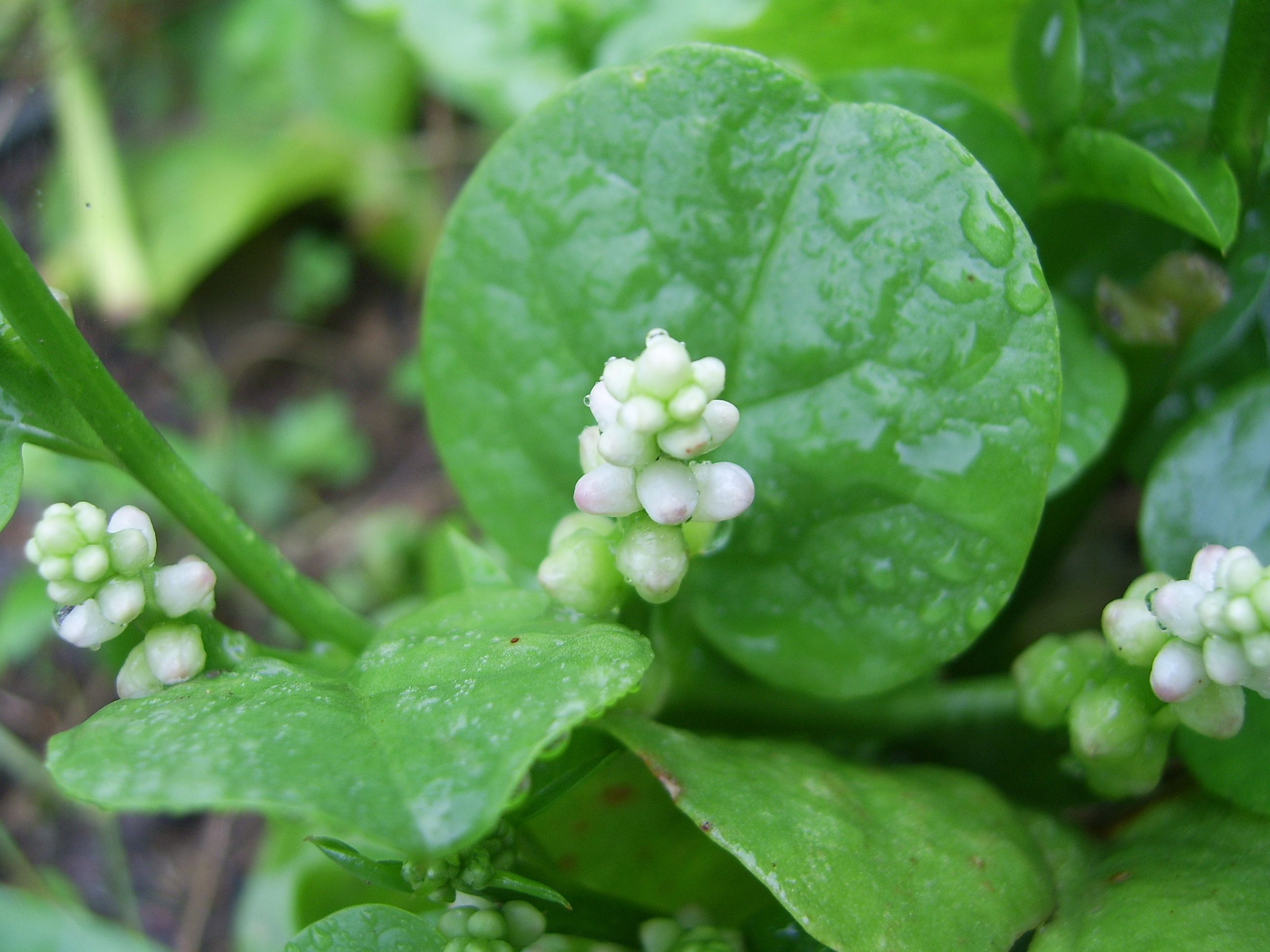
Basella alba
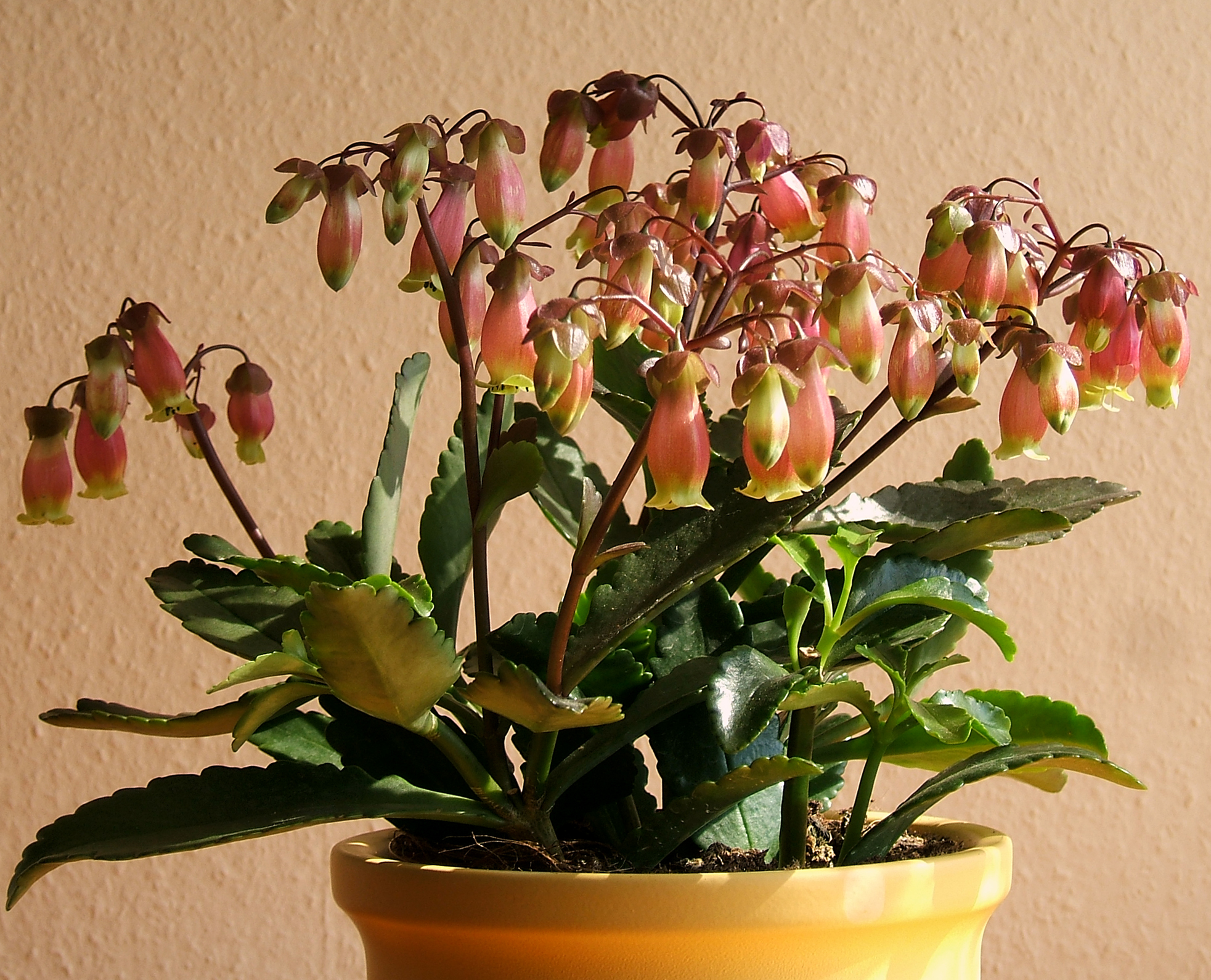
Kalanchoe miniata
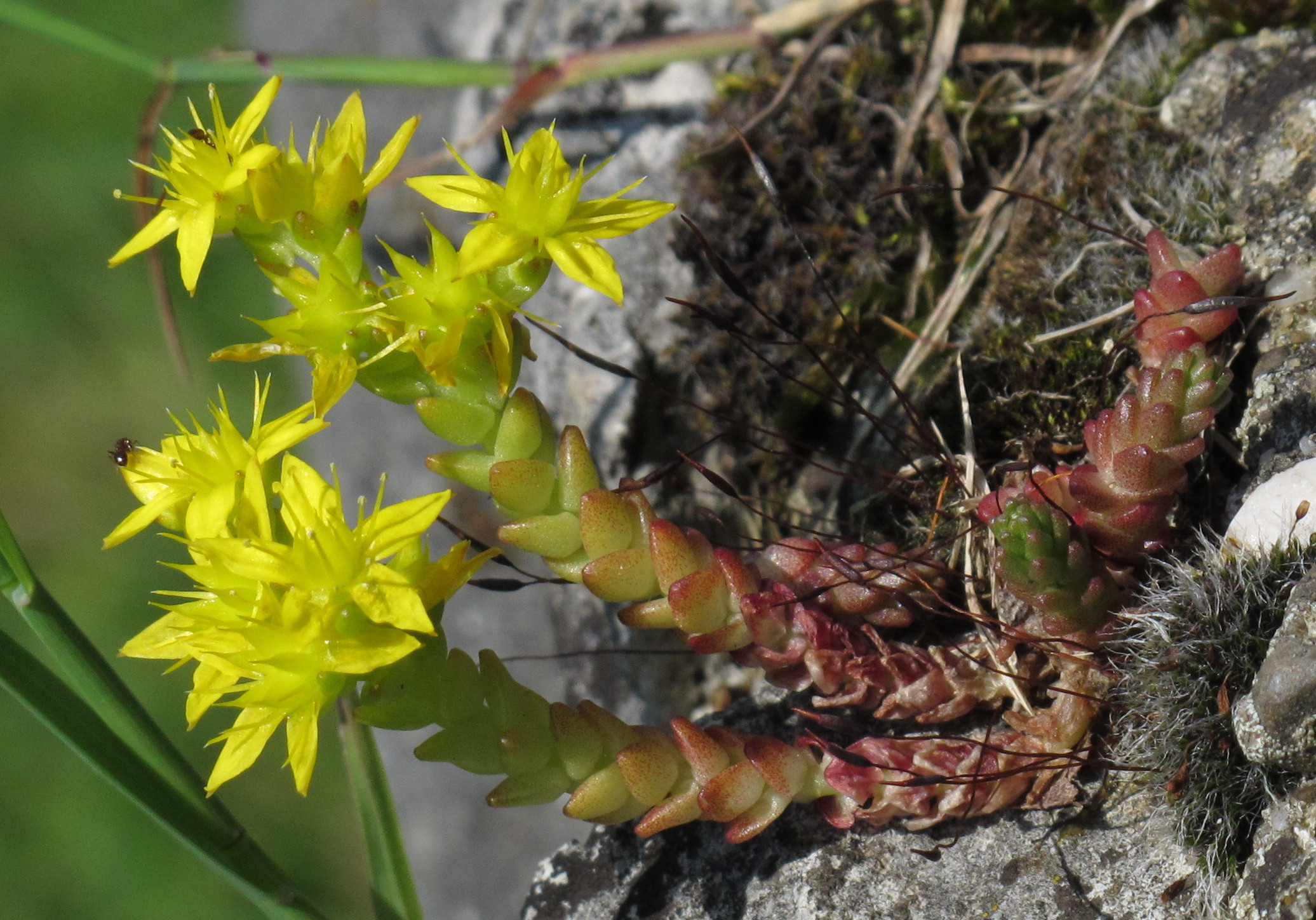
Sedum acre

### Циклический CAM
Термин «циклический CAM» используют для обозначения особого режима фотосинтеза, когда поглощение CO2 идёт в течение дня через обычный C3-путь, а ночью происходит дополнительная фиксация CO2, образующегося в результате дыхания, при помощи CAM. Накопленный ночью малат декарбоксилируется днём, отдавая CO2 Рубиско, но устьица остаются открытыми. В результате у растения наблюдается суточный ритм кислотности в течение дня, хотя устьица и остаются открытыми. Такая форма CAM-фотосинтеза характерна для целого ряда видов, относимых к группе со слабым облигатным CAM, таких как Peperomia camptotricha, Dioon edule и представители рода Talinum. Кроме того, циклический САМ характерен для некоторых видов на ранних стадиях перехода от C3 к САМ в ответ на недостаток влаги (растения с факультативным САМ).

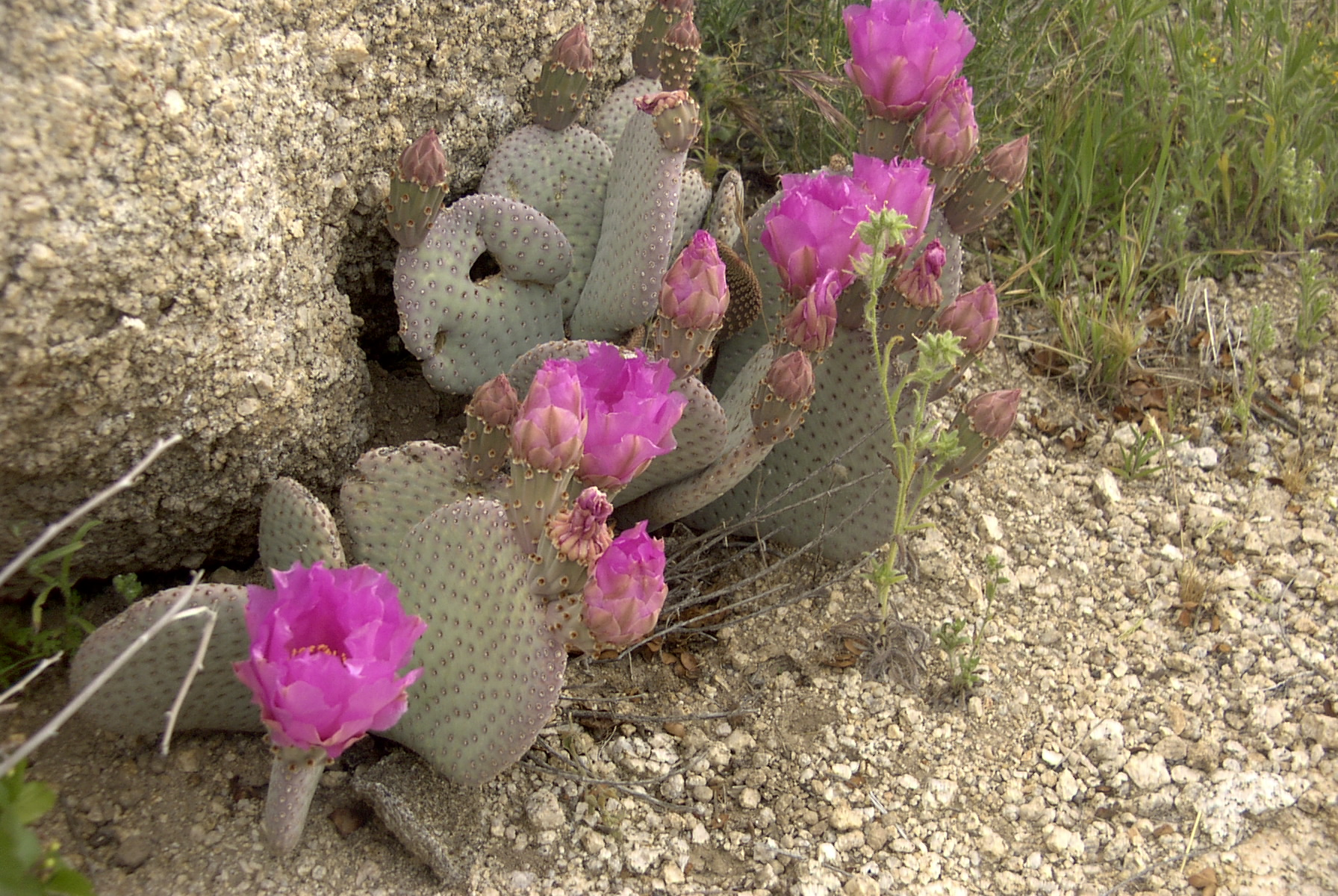
Opuntia basilaris. В условиях экстремальной засухи переходит на CAM на холостом ходу

Циклический CAM относится к категории слабого CAM и, возможно, представляет собой переходную ступень для формирования полноценного CAM. Такая форма CAM-фотосинтеза может встречаться как сама по себе, так и как дополнительный режим у многих C3-CAM видов. Экологическое преимущество данной формы заключается в общей пластичности, возможности использовать С3-путь для быстрого роста и переходить к циклическому CAM для нивелирования неблагоприятных условий, хотя в целом такой режим не вносит большого вклада в прирост биомассы. Основные адаптивные преимущества заключаются в более эффективном использовании воды, предотвращении фотоингибирования и ускорении размножения.

### CAM на холостом ходу
CAM на холостом ходу используется растениями в условиях крайне сильной засухи. Общий газообмен CO2 в таких условиях становится равен нулю, а устьица остаются постоянно закрытыми на протяжении суток. CO2, выделившийся при дыхании, повторно фиксируется при помощи CAM и высвобождается на следующий день для связывания в форме сахара. Такой метаболизм позволяет пережить особо неблагоприятный условия, предотвратить фотоингибирование и окислительный стресс, постоянно перерабатывая внутренний CO2 и максимально снижая расход влаги. В таком режиме не происходит прироста углерода, поэтому рост растения останавливается, откуда и происходит название данной формы фотосинтеза.
Такая форма CAM характерна для многих видов с облигатным CAM, например кактусовых, но также встречается и у С3-CAM видов, как ответ на экстремальные условия внешней среды.

### Совмещение C4и CAM
Метаболизм по типу толстянковых включает в себя некоторые ферменты С4-фотосинтеза, необходимые для нагнетания и концентрирования СО2, но существует очень мало примеров, когда CAM- и C4-метаболизм протекают в одном растении. Большинство C4-растений представлено злаками, в которых никогда не обнаруживается CAM-фотосинтез, так же как у типичных CAM-растений, таких как орхидеи и бромелиевые, не обнаружен чистый С4-фотосинтез. Только несколько видов растений из рода Portulaca могут использовать оба пути, к ним относятся Portulaca grandiflora,Portulaca mundula, Portulaca cryptopetala, Portulaca molokiniensis, Portulaca umbraticola и Portulaca oleracea. У этих растений CAM-фотосинтез происходит в наполненных соком внутренних клетках стебля и листьев, где запасается вода, в то время как C4-фотосинтез идёт во внешних клетках листа. Таким образом, даже у этих растений оба пути не работают в одной и той же клетке, из чего следует, что CAM- и C4- фотосинтез несовместимы.
В качестве объяснения приводятся несколько причин. Например, было бы трудно точно регулировать оба пути из-за их биохимического сходства. К тому же в основе каждого из них лежит разное анатомическое строение и транспортные механизмы, которые имеют важное значение для соответствующей функции, но не могут быть объединены в одной клетке. И, наконец, два одновременных пути концентрации СО2 не обеспечивают экологического преимущества.

### Водный CAM
CAM-фотосинтез был обнаружен у водных растений из родов Isoetes, Crassula, Littorella, Eriocaulon и Sagittaria.
Род Isoetes относится к высшим споровым растениям из отдела плауновидных и практически полностью представлен водными и полуводными видами с индуцируемым CAM-метаболизмом. Остальные рода относятся к цветковым растениям, в каждом из них не более одного известного водного CAM-вида. Подобно наземным видам, эти растения запасают CO2 и повторно фиксируют его в течение дня, но причина такого метаболизма связана не с недостатком воды, а с нехваткой CO2. Скорость диффузии CO2 в воде на четыре порядка меньше, чем в воздухе. К тому же концентрация CO2 в воде сильно ограничена его растворимостью, которая падает с повышением температуры и pH. Эти же факторы становятся ещё более значимыми для мелких или пересыхающих водоёмов, характерном местообитании Isoetes. Кроме того, содержание CO2 может очень сильно колебаться в течение дня во многом благодаря активно фотосинтезирующим растениям и водорослям. Фиксация углерода ночью позволяет водным САМ-растениям избежать значительной конкуренции со стороны других фотосинтезирующих организмов.
В то время как для наземных растений недостаток воды часто служит сигналом для активации CAM, для водных растений он действует противоположным образом. Погружённые Isoetes осуществляют САМ-фотосинтез, но при пересыхании водоёма переходят к обычному C3 и наоборот. Различия в метаболизме могут наблюдаться уже на уровне погружённых и не погружённых листьев, как у Littorella uniflora.
Интересный вариант CAM-фотосинтеза наблюдается у водного растения Eriocaulon decangulare. СО2 для ночного связывания ФЕП-карбоксилазой поступает в растение не через листьями, а через корни. Протоны синтезируемой яблочной кислоты обмениваются на K+ при транспорте в вакуоль, в результате наблюдаются суточные колебания малата без колебаний кислотности.

## Экология
CAM-фотосинтез встречается более чем в 38 семействах и 400 родах. Общее количество видов насчитывает ~20 000 (то есть ~7 % от всех растений), но, как полагают, эти подсчёты существенно занижены, и реальное число видов гораздо больше. Подавляющее большинство растений, использующих CAМ-метаболизм, относится к цветковым, но они также встречаются среди папоротников (Pyrrosia, Vittaria), гнетовидных (Welwitschia mirabilis), саговников (Dioon edule) и плауновидных (Isoetes). По всей видимости, CAM-метаболизм независимо возникал не менее 60 раз на протяжении эволюционной истории как адаптация к неблагоприятным абиотическим условиям.
Большинство растений с CAM-метаболизмом принадлежит к либо к экологической группе эпифитов (орхидеи, бромелиевые), либо суккулентных ксерофитов (кактусы, кактусоподобные молочаи), но встречаются они и среди полуэпифитов (Clusia), литофитов (Sedum, Sempervivum) и даже водных растений (Isoetes, Crassula (Tillaea). Кроме того, среди них есть по крайней мере один галофит, Mesembryanthemum crystallinum, одно не суккулентное наземное растение (Dodonaea viscosa) и один обитатель мангровых лесов (Sesuvium portulacastrum).
CAM-растения в основном сосредоточены в тропиках и субтропиках, где они встречаются в контрастных местообитаниях, то есть как в очень засушливых, так и в очень влажных местах. Некоторые CAM-виды встречаются в умеренных зонах, например, в северных пустынях и прериях Америки (кактусы, толстянковые) и в горах старого света (толстянковые: Sedum, Sempervivum). Представители обоих семейств заходят на север вплоть до 50° широты.
Многие виды произрастают в пустынях и полупустынях Америки, Африки и острова Мадагаскар и даже образуют здесь целые биомы, как, например, кактусовые леса Венесуэлы. Тем не менее CAM-виды могут обитать только в экстра аридных ареалах, где наблюдается регулярное выпадение осадков. Используя CAM на холостом ходу, растения могут обходиться без воды целые месяцы, но по окончании периода засухи им необходимо пополнить запасы воды, которая также необходима для нормального развития молодых растений, ещё не способных осуществлять CAM-фотосинтез и потому особенно чувствительных к засухе. Лучше всего они растут при годовом уровне осадков от 75 до 500 мм. Именно по этой причине CAM-растения практически отсутствуют в экстремально засушливых пустынях, таких как пустыня Негев и внутренняя Сахара.
Длительное время считалось, что засушливая Австралия крайне бедна растениями с CAM-метаболизмом, но недавние исследования оценили их в 1,2 % от общего числа видов континента, то есть в десять раз больше текущего числа уже описанных видов. Окончательная цифра может оказаться ещё больше, поскольку процесс описания флоры ещё не завершён, и новые виды соответствующих таксонов открывают каждый год. Любопытной и пока необъяснённой особенностью австралийской флоры является отсутствие крупных стеблевых суккулентов, наподобие кактусов и кустистых молочаев, хотя завезённые крупные американские кактусы прекрасно приживаются в местном климате и на данный момент считаются инвазивными видами.
Встречаются CAM-растения и в саваннах с умеренным водным режимом, но этот биом не является типичным их местообитанием. По всей видимости, они не выдерживают конкуренции с быстрорастущими С3 и С4-травами и кустарниками, которые здесь доминируют. Растения CAM также часто встречаются в прибрежных районах или вблизи солёных озёр, но в большинстве своём они не являются истинными галофитами. Вместо этого они используют стратегию избегания стресса, переходя к эпифитизму или избавляясь от соли на уровне корней.
Огромное разнообразие CAM-видов наблюдается в рестингах — субтропических или тропических влажные лесах с песчаной и бедной питательными веществами почвой, произрастающих вдоль морского побережья Бразилии. Но своего абсолютного разнообразия CAM-растения достигают в тропических лесах. В сухих лиственных и полулиственных лесах CAM-растения составляют большую часть наземного покрова, а также встречаются среди эпифитов. Во влажных дождевых и туманных лесах преобладает форма эпифитов. Подсчитано, что 57 % всех эпифитов являются CAM-растениями. В некоторых влажных тропических лесах 50 % всей листовой биомассы может приходиться на эпифиты, то есть около 30 % этой биомассы приходится на CAM-виды.
Наконец, CAM-растения также встречаются на тропических и неотропических инзельбергах, а также в горах, например в Альпах (Sempervivum montanum) или в Андах (Echeveria quitnsis, Oroya peruviana). То, как именно этим высокогорным растениям удаётся осуществлять CAM-метаболизм при ночных температурах ниже нуля, до сих пор остаётся без ответа.

### Вода
Экологическое преимущество САМ-растений состоит в том, что поступление CO2 в открытые ночью устьица приводит к сильному снижению потерь воды по сравнению с дневным временем. Подсчитано, что для CAM-растений коэффициент эффективного использования воды (моль фиксированного CO2/моль H2O) может быть в 10—25 раз больше такового для С3-растений. Значения же этого коэффициента для фазы II и фазы IV практически не отличаются для С3 и CAM. Поэтому во время сильной засухи фазы II и IV полностью исчезают из цикла, вытесняясь фазами I и III. Следует, однако, избегать чрезмерного обобщения: как показали исследования растений с С3-CAM-переходом, при активации CAM коэффициент эффективного использования воды существенно увеличивался только для некоторых видов, но для большинства менялся крайне незначительно или же вообще не менялся. И хотя для части растений с облигатным САМ показано значительное увеличение коэффициента по сравнению с С3, сравнение двух суккулентов со схожей жизненной формой Cotyledon orbiculata (облигатный CAM) и Othonna opima (C3) не выявило каких либо отличий в уровне транспирации. Таким образом, само по себе наличие CAM-фотосинтеза ещё не делает растение засухоустойчивым.
Как ни странно, САМ-фотосинтез также даёт конкурентное преимущество при росте в чрезвычайно влажном тропическом туманном лесу. Во время сезона дождей, когда осадки, туман и увлажнение поверхности листьев препятствуют газообмену, общее поглощение CO2 у бромелиевых c CAM выше, чем у бромелиевых c C3-фотосинтезом, для которых газообмен ограничен только дневным периодом. Во время сезона засухи способность бромелиевых с CAM сберегать влагу также является преимуществом.
Большие вакуолярные концентрации накапливаемых в ночное время органических кислот повышают осмотическое давление клеток, что стимулирует поглощение ими воды. Такой механизм позволяет CAM-растениям получать дополнительную воду, особенно по окончании ночи, когда уровень вакуолярных органических кислот становится довольно высоким. Это может быть особенно полезно во влажных тропических лесах, где образование росы происходит в основном в поздние ночные часы.

#### Углекислый газ
CAM-фотосинтез — один из самых эффективных механизмов концентрирования CO2. В зависимости от вида, во время дневного декарбоксилирования малата внутрилистовая концентрация CO2 может увеличиваться от 2 до 60 раз по сравнению с наружной. В таких условиях достигается практически полное подавление фотодыхания, хотя последнее всё же имеет место во время фазы II и особенно IV. Кроме того, САМ характерен и для ряда погруженных пресноводных растений, у которых фиксация СО2 при отсутствии конкуренции со стороны С3-фотосинтезирующих организмов в тёмное время суток даёт им немалое конкурентное преимущество. В общем случае концентрация CO2 не является лимитирующим фактором для CAM-растений.
Теоретически увеличение содержания CO2 в атмосфере не должно было бы оказывать положительного эффекта на растения с CAM, поскольку их способность запасать его ограничена ёмкостью вакуоли и внутренними запасами углеводов для генерации акцептора ФЕП. Тем не менее исследования показали, что для большинства облигатных CAM-видов увеличение содержания CO2 в воздухе приводит к существенному ускорению прироста биомассы, сравнимому с таковым для С3-видов. По мнению ряда исследователей, рост атмосферного CO2 и сопровождающие его климатические изменения приведут к существенному расширению ареала ксерофитных CAM-видов, что уже частично наблюдается в некоторых засушливых регионах.

#### Свет
По сравнению с С3 и даже С4-фотосинтезом САМ требует гораздо бо́льших затрат энергии в расчёте на одну связанную молекулу CO2, в частности для транспорта малата в вакуоли. Из этого следует, что для данного типа метаболизма требуется довольно высокий уровень инсоляции. Свет, однако, почти никогда не является лимитирующим фактором для САМ-растений, так как в их среде обитания света более чем достаточно. Исключением, пожалуй, можно считать растения-эпифиты, произрастающие в очень влажных туманных лесах в сезон дождей. Постоянный яркий свет может вызвать у растения фотоингибирование а в дальнейшем и сильный окислительный стресс, поэтому САМ-растения обладают хорошо развитыми системами диссипации избыточной энергии света, такими как ксантофилловый цикл, замена белка D1 фотосистемы II, фотодыхание и белки-антиоксиданты.
Для С3-САМ переходных форм свет играет важную сигнальную роль: длинный день служит сигналом для запуска CAM у Kalanchoë blossfeldiana M. crystallinum и ряда других растений. В лабораторных условиях этот сигнал может быть заменён красным светом.

#### Температура
Некоторые кактусы, такие как Opuntia streptacantha или Opuntia humifusa, могут переносить температуры ниже нуля в местообитаниях, где наблюдается сезонное похолодание. Opuntia fragilis может выживать при температурах до −50 °C при акклиматизации к холоду. Однако в целом низкие дневные температуры препятствуют высвобождению малата из вакуолей (снижение вязкости и проницаемости мембран), а следовательно и САМ-метаболизму.

#### Минеральные вещества
В хлоренхиме культивируемых кактусов и агав уровни кальция, магния и марганца, как правило, выше, чем у большинства других сельскохозяйственных растений. Примечательно, что высокое содержание кальция характерно и для других таксонов с САМ, таких как алоэ, толстянковые и клузия. По-видимому, большинство САМ-растений относится к кальциотрофным видам. Ионы Ca2+ вместе с K+, Na+ и Mg2+ служат противоионами для большого пула органических кислот, который не подвержен суточным колебаниям и, как считается, способствует осмотической стабилизации. Кроме того, Ca2+ может связываться с отрицательно заряженными группами белков и липидов, снижая текучесть и проницаемость мембран.
Считается, что CAM-метаболизм способствует более эффективному использованию азота. Благодаря наличию концентрирующего механизма CAM-видам требуется значительно меньшее количество Рубиско, чем С3-растениям, которые компенсируют низкую концентрацию CO2 в сайте карбоксилирования высоким содержанием Рубиско в хлоропластах. Подсчитано, что CAM-растения содержат на 10—35 % меньше Рубиско, чем С3-растения. Поскольку этот белок богат азотом и является одним из мажорных белков растительной клетки, снижение уровня его синтеза повышает эффективность использования азота.
Некоторые виды в качестве источника азота предпочитают аммоний, в то время как другие отдают предпочтение нитратам. Дефицит азота в почве (или специфических источников азота) является важным абиотическим условием для переключения на САМ у С3-CAM вида Guzmania monostachia или же его усиления, как у некоторых каланхоэ с облигатным САМ.

### Деревья с CAM-фотосинтезом

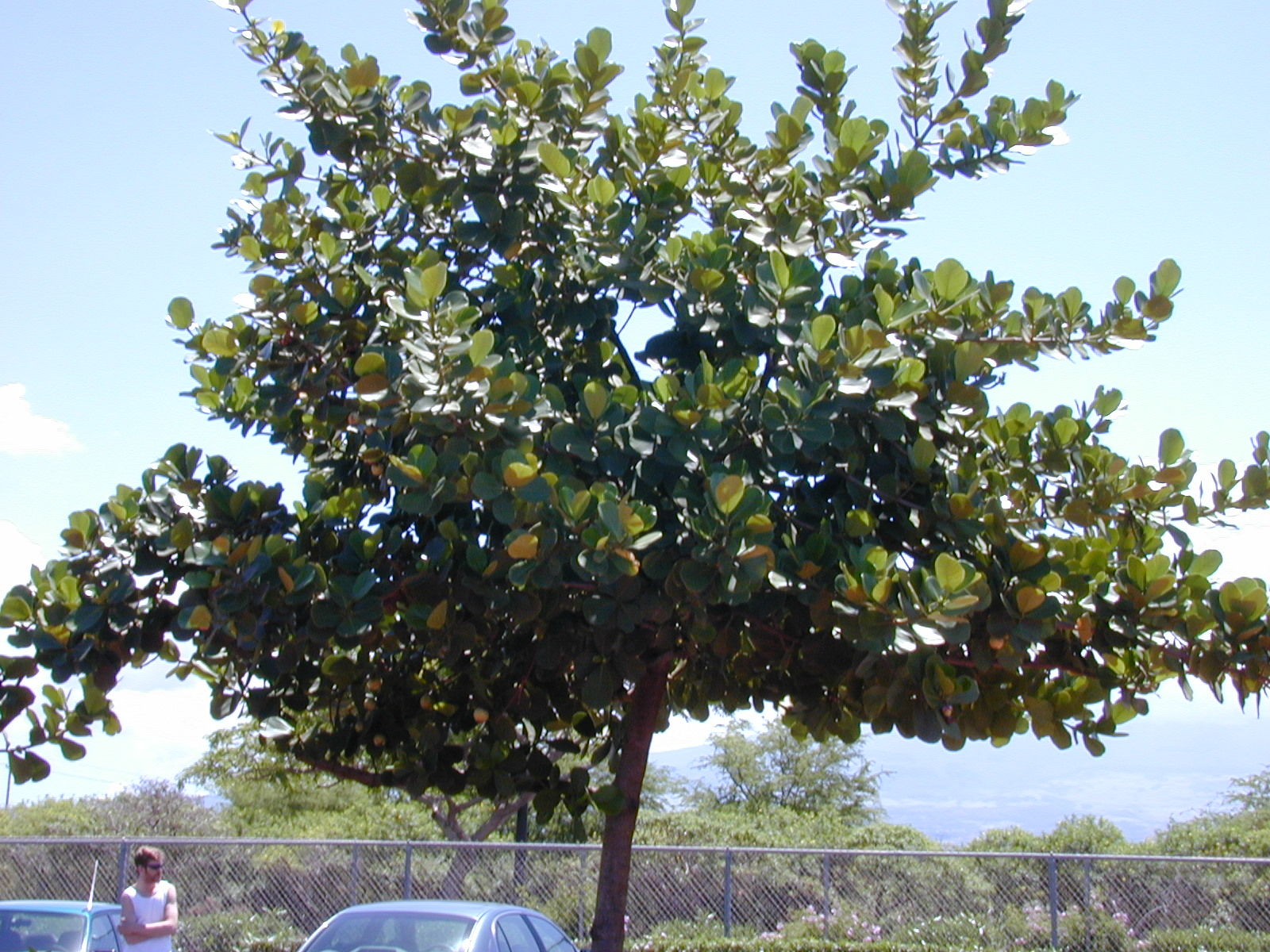
Clusia rosea, дерево, во взрослой форме использующее CAM-фотосинтез

Единственные настоящие деревья со вторичным утолщением, которые могут осуществлять САМ, относятся к роду Clusia; представители рода встречаются в Центральной Америке, Южной Америке и на Карибских островах. CAM-фотосинтез в роде Clusia обнаружен у видов, населяющих более жаркие и сухие экологические ниши, тогда как виды, живущие в более прохладных горных лесах, как правило, относятся к C3. Кроме того, некоторые виды демонстрируют факультативный CAM, то есть могут временно переключать свою фотосинтетическую физиологию с С3 на САМ. Среди представителей есть как настоящие деревья, так и полуэпифиты-душители. Проростки таких растений могут попасть в землю и развиться в самостоятельное дерево, но также могут начать расти эпифитно и пустить воздушные корни, часть из которых вступает в контакт с почвой, в то время как другие действуют как опоры и в конечном итоге удушают хозяина. В результате после смерти и сгнивания опоры растение становится независимым деревом.
На данный момент нет чёткого ответа на вопрос, почему среди CAM-растений так мало деревьев. Для CAM-растений из рода Clusia характерна необычайно большая экологическая амплитуда, охватывающая прибрежные участки скал и дюн, саванн, горных обнажений, галерейных лесов, дождевых и туманных лесов. Из этого можно сделать вывод, что физиология CAM и жизненная форма дерева принципиально совместимы. Возможно, эволюции деревьев с CAM способствовала высокая пластичность, гибкость и скорость видообразования в пределах рода Clusia.

## Экономическое значение
В сельском хозяйстве CAM-растения используются в относительно небольших масштабах. В основном их возделывают в районах, где из-за высокого общего испарения и недостаточного количества осадков невыгодно выращивать С3 и С4-культуры. Основные сельскохозяйственные культуры с САМ-фотосинтезом: ананас, Опунция индийская, Агава сизалевая, голубая агава и ваниль.
Ананас лучше всего растёт в тропиках, особенно в Южной Африке и Австралии. На сегодняшний день ананас промышленно выращивается в 88 странах, лидирующие позиции занимают Коста-Рика и Бразилия. При выращивании ананасов удаётся получить около 86 тонн фруктов в год с гектара. По данным за 2012 год мировое производство ананасов составило около 23 миллионов тонн.

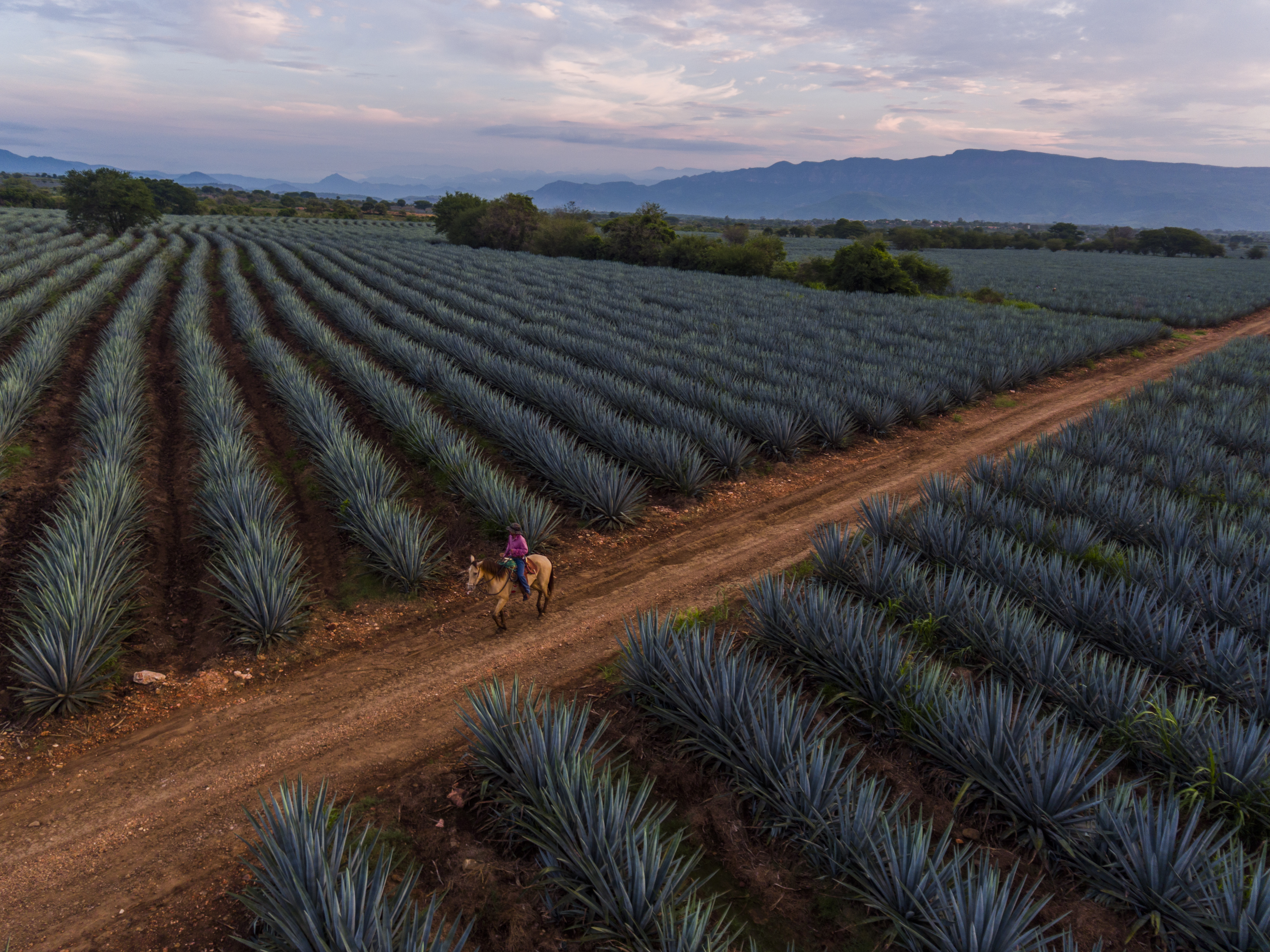
Плантация голубой агавы рядом с городом Текила, штат Халиско

Пик промышленной культивации кактусов рода опунция (чаще всего Опунции индийской) пришёлся на середину XX века. Сегодня его в основном выращивают в качестве корма для скота во многих частях мира, где экстремальные климатически условия не позволяют полагаться на травянистые кормовые растения. Кроме того, опунция используется как традиционный корм для самок кошенили в производстве кармина. Урожайность в год составляет примерно 47—50 тонн с гектара.
Растения рода агава выращивают по всему миру в основном для получения клетчатки или для приготовления алкогольных напитков. Так, из сизалевой агавы получают волокна сизаля. Пик производства пришёлся на 1960-е годы. После этого производство неуклонно падало из-за постепенного вытеснения синтетическим волокном из полипропилена. В 2006 году было произведено 246 000 тонн сизалевого волокна.
Один из самых важных видов агавы — Агава голубая, или Агава текильная, выращиваемая для производства текилы. Средняя урожайность составляет 50 тонн сухого вещества с гектара в год. После того как листья срезаны, сахарный сироп, полученный из ствола путем варки, ферментируют и перерабатывают в текилу. Согласно законам Мексики и правилам Совета по надзору за производством текилы, текилой может считаться только напиток, произведённый из особого культивара Агавы текильной под названием Weber var. azul строго на территории 5 штатов Мексики. Из других видов агавы тоже добывают сахарный сироп с целью перегонки, но такой напиток называется мескаль.
По данным на 2020 год мировое производство ванили составило 7,614 тонны. Лидирующие позиции занимают Мадагаскар с 39,1 % от общего производства и Индонезия с 30,3 %. Производство натуральной ванили остаётся одним из самых трудозатратных в мире, поскольку бо́льшая часть работ осуществляется вручную. Мадагаскарские фермеры довольно часто подвергаются нападению «ванильных воров», что увеличивает мировую стоимость использования ванили в потребительских товарах.
Поскольку САМ-растения потребляют примерно в десять раз меньше воды, чем С3- и С4-растения, потенциально их можно использоваться для получения биотоплива в полузасушливых районах, где практически не выращиваются растения, пригодные в пищу, и, следовательно, там нет конкуренции за землю для выращивания продовольственных культур. Подсчитано, что от 4 % до 15 % рассматриваемой полузасушливой территории имеет биоэнергетический потенциал около 5 петаватт-часов, что соответствует годовому мировому производству электроэнергии на газовых электростанциях.
Благодаря высокому содержанию сахара Агава голубая уже сейчас используется для производства биоэтанола. В частности, Мексика и большая часть Кару в Юго-Восточной Африке стали объектом пристального внимания с точки зрения выращивания, поскольку эти места не подходят для возделывания большинства других культур. Годовое производство этанола из голубой агавы составляет 14 000 литров на гектар с потенциальным увеличением до 34 000 литров этанола на гектар.

### На русском
- Зитте П. и др. на основе учебника Э. Страсбургера. Ботаника / Под ред. В. В. Чуба. — 35-е изд. — М.: Академия, 2008. — Т. 2. Физиология растений. — 495 с.
- Медведев С. С. Физиология растений. — СПб.: БХВ-Петербург, 2013. — 335 с.
- Физиология растений / Под ред. И. П. Ермакова. — М.: Академия, 2005. — 634 с.
- Хелдт Г. В. Биохимия растений. — М.: БИНОМ. Лаборатория знаний, 2011. — 471 с.
- Кобак К. И. Биотические компоненты углеродного цикла / Под ред. М. И. Будыко. — Ленинград: Гидрометеоиздат, 1988. — 246 с. — ISBN 5-286-00055-X.

### На английском
- Chapter 4. CAM Photosynthesis in Bromeliads and Agaves: What Can We Learn from These Plants? // Photosynthesis / Edited by Zvy Dubinsky. — InTech, 2013. — 382 p. — ISBN 978-953-51-1161-0. — ISBN 978-953-51-5379-5. — doi:10.5772/56742.